# Glaser-Dirks DG-100
Dimensions
Le planeur DG-100 est la version de série du prototype Akaflieg Darmstadt D-38 dessiné par W.Dirks, et le premier planeur fabriqué par Glaser-Dirks en 1973. Il est construit en matériaux composites et caractérisé par une profondeur monobloc et une verrière en 2 parties. Le DG-100 a évolué en DG-101 et DG-101G.
Ces versions se distinguent par une verrière monobloc et une profondeur conventionnelle.
Depuis la faillite de Glaser-Dirks, la nouvelle société DG Flugzeugbau GmbH assure le service après-vente de cet appareil.

## Photos

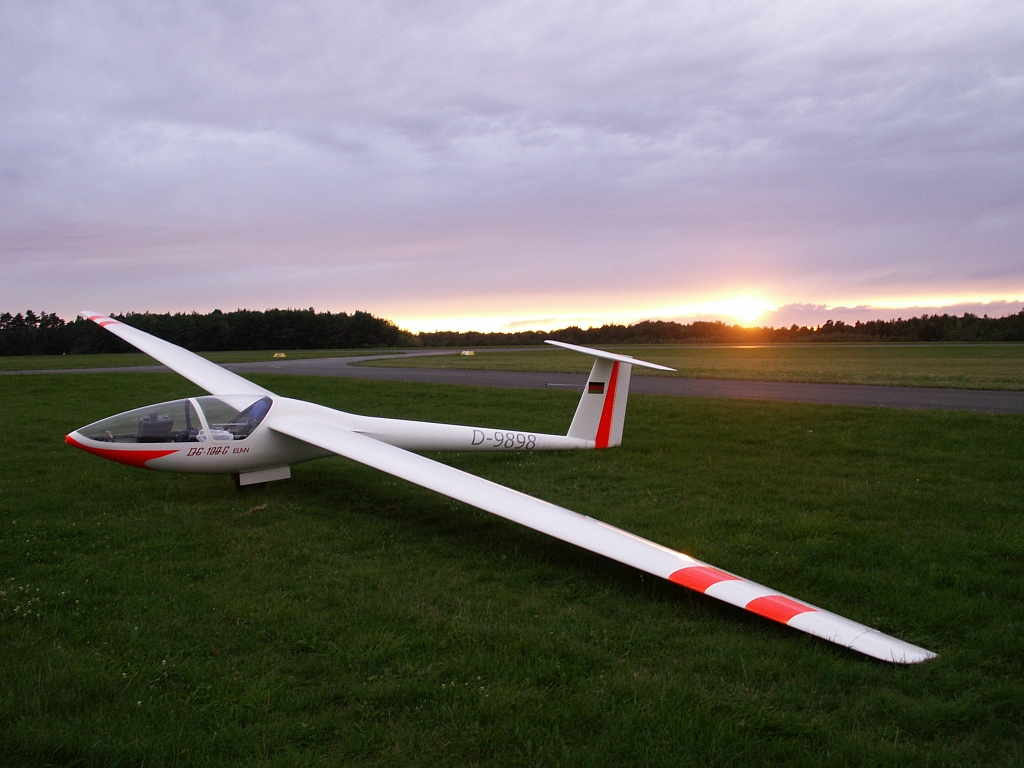
Un DG-100 reconnaissable à sa verrière.

## Sources
- DG-Flugzeugbau website
- Sailplane Directory